# VII. Sándor pápa
VII. Sándor (Siena, 1599. február 13. – Róma, 1667. május 22.) a római katolikus egyház 237. pápája 1655-től haláláig. Itália egyik legbefolyásosabb és leggazdagabb családjából származó Sándor a francia és spanyol érdekellentétek harcából nyolcvan napos konklávé után foglalhatta el a pápai trónt. A bíborosok akkor még úgy vélték, hogy a nepotizmus nem fog rést ütni az erkölcsös és reformtisztelő Fabio pontifikátusán. Sándor tizenkét éves pontifikátusának legmeghatározóbb jellemzőjévé azonban éppen ez vált. A pápa szinte egyáltalán nem törődött a kormányzással és a diplomáciával, és visszavonultan tanulmányainak és a tudományos műveinek szentelte idejét. Ezalatt a pápai állam és a pápaság tekintélye visszaesett, a rokonai és bíborosai által irányított egyházi reformok pedig bonyolult, bürokratikus rendszerré változtatták a Római Kúria intézményét, amely elsősorban az arisztokrácia érdekeit szolgálta. Sándor uralkodása során végig szemben állt Franciaországgal és a janzenizmus is újabb nyílt támadást intézett a pápa ellen. A római barokk kiteljesedését Sándor is támogatta.

## Fiatalsága és egyházi karrierje
1599. február 13-án született Siena városában, eredetileg Fabio Chigi néven. A Chigi család igen gazdag bankár família volt, és ennek teljes birtokában volt Fabio apja, Flavio Chigi is, aki V. Pál pápa unokaöccse volt. A családban tehát nem volt ismeretlen az egyházi karrier, és a befolyásos rokonok révén Fabiót is erre a pályára szánta családja. Pedig Fabio gyermekkora nem indult egyszerűen. Születése után szívrendellenességek gyötörték, és szinte élete első tíz évét betegesen, gyakran ágyhoz kötve élte át. Éppen ezért a család nem engedte el otthonról, és az alapokat anyja tanította meg neki. Később kiváló magántanárokat hívtak Fabióhoz, és így már egészséges fiatalként Siena egyetemén tanulhatott tovább. Huszonhét évesen kiváló eredménnyel végezte el az egyetem jogi, teológiai és filozófiai karát. Doktorátusa után 1626 decemberében állt a pápai udvar szolgálatába.
1627-ben VIII. Orbán Ferrara helyettes legátusának nevezte ki, majd visszatérve Rómába Sacchetti majd Pellotta bíborosok mellett szolgált öt éven keresztül. A kardinálisok meg voltak elégedve Fabio munkájával és hozzáértésével, ezért a pápánál közbenjártak az ifjú Chigi előrelépésében. Ennek köszönhetően 1635-ben püspökké szentelték fel, és kinevezték Málta inkvizítorának. 1639-ben Orbán kölni nunciusnak nevezte ki, ahol később 1644-ben megkapta X. Incétől a különleges pápai követ rangot, amellyel Fabio a pápaság érdekeit képviselve részt vehetett a vesztfáliai béke pontjainak megtárgyalásában. Fabio kiválóan érvelt, hosszan vitatkozott, de mivel nem volt hajlandó szóba állni a pápa által eretneknek bélyegzett protestánsokkal, végül a pápaság nézeteit mellőzve született meg a béke 1648-ban. Ince 1651-ben hívta vissza Rómába, és ott államtitkárává tette, 1652 februárjában pedig bíborossá kreálta.

## A kormányzástól elforduló pontifikátus

### Nyolcvan nap a fehér füstig
X. Ince halála után az előírt gyász letelte után a konklávé 1655. január 18-án összeült. A néhai egyházfő egyik bizalmasaként ismert Chigi bíboros mindenképpen az esélyesek között volt, mégis a pápaválasztás eredményére nyolcvan napot kellett várni. A spanyol és a francia kardinálisok makacs vitába kezdtek a jelöltekről. A spanyolok több jelölt után végül Fabio Chigi mellett álltak ki, míg a franciák inkább Frascati püspökét, Giulio Cesare Sacchetti bíborost látták volna szívesen a pápai trónon. Hosszas vita után a spanyol frakciónak sikerült megvétóznia a francia jelöltet, de az új pápa megválasztásához meg kellett győzni a francia bíborosokat is.
Mazarin bíboros, Franciaország államminisztere ugyan nem volt jelen a konklávén, mégis kifejezetten ellenezte Fabio Chigi megválasztását. A francia politika irányítója nem felejtette el Fabiót, amikor a vesztfáliai szerződések alkalmával hevesen ellenezte a francia álláspontot, és X. Ince államtitkáraként sem folytatott franciabarát politikát. Mégis az elhúzódó pápaválasztás igazán a francia bíborosokra helyezte a nyomást, ugyanis miattuk nem született meg az eredmény. Mazarin végül április 7-én beadta a derekát, és ekkor a bíborosi kollégium egyöntetűen Fabio Chigit választotta meg pápának, aki a VII. Sándor uralkodói nevet vette fel.

### A Chigi család pápasága

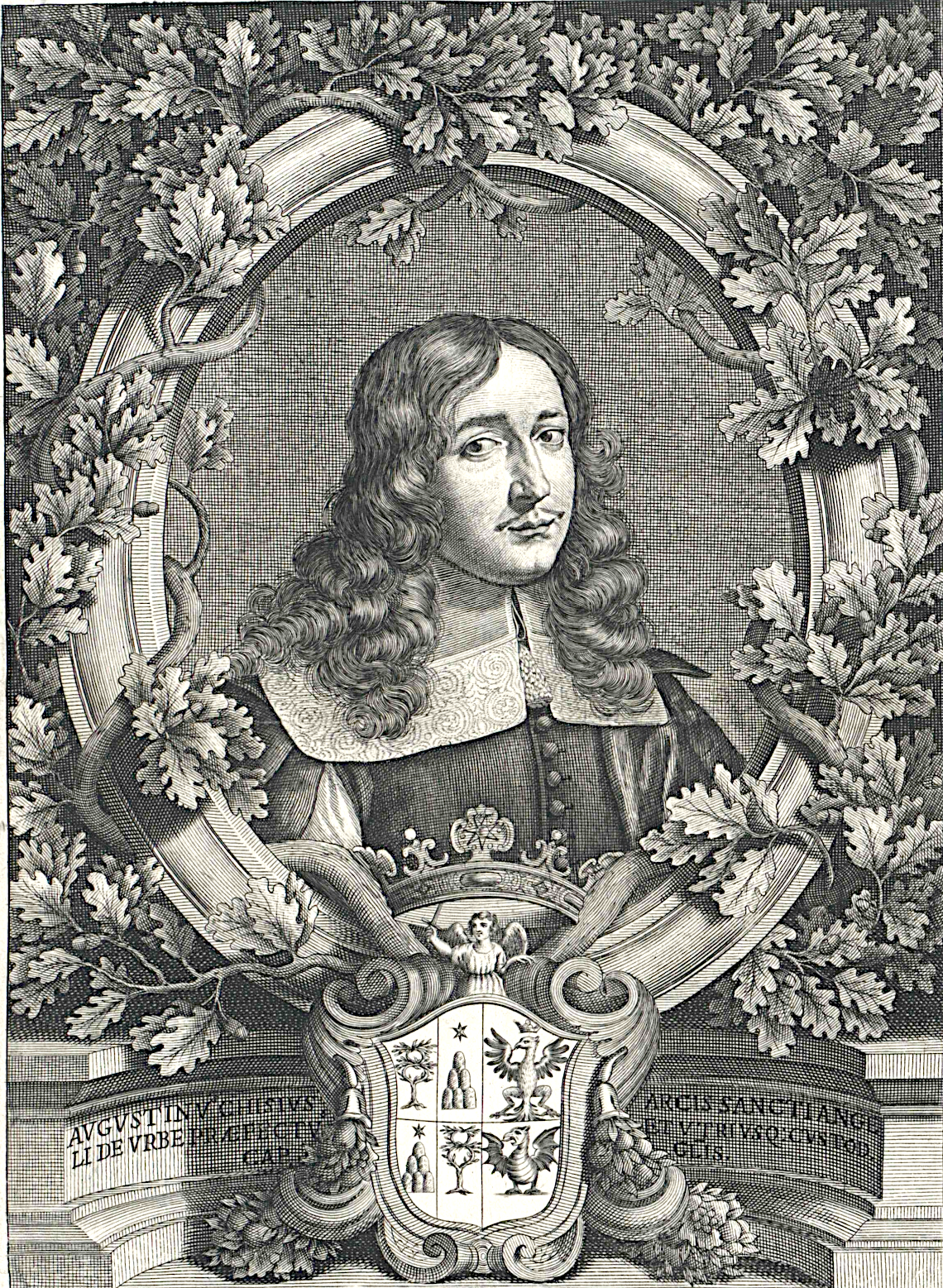
Agostino Chigi portréja, a pápa egyik unokaöccse

A konklávén összegyűlt bíborosok mindannyian egyetértettek abban, hogy az új egyházfőnek fel kell hagynia azzal a tarthatatlan szokással, hogy családját hatalmas előnyökhöz juttatja. A spanyol érdekeket képviselő kardinálisok többek között emiatt is alkalmasnak találták Sándort az uralkodásra, ugyanis a Chigi egyházfőnek szelíd, erkölcsös jelleme volt. Uralkodásának első évében úgy tűnt, Sándor valóban betartja a nepotizmus teljes megtagadását. A pápa még azt is megtiltotta családjának, hogy Rómába utazzanak hivatalos ügyeiken kívül. De ahogy az új pápa és az általa hozott új rend megszilárdult a Vatikánban, Sándor bizalmasai azt kezdték el rebesgetni a pápának, hogy talán mégiscsak jobb lenne, ha néhány családtagját bíborosi rangra emelné, hogy ezzel is erősítse a pápai hatalmat a római kúriában.
A sugallatra Sándor úgy tűnt, mintha átesett volna a ló túlsó oldalára, ugyanis az 1656. április 24-ei konzisztóriumon a bíborosok közé emelte egyik testvérét és néhány unokaöccsét is. A családtagok megjelenésével alapjaiban változott meg Sándor viselkedése és uralkodói felfogása. Valójában szinte teljesen kivonta magát a pápaság kötelezettségei alól, és a hatalmat bíborosai vagy családja kezébe helyezte. Az egyházfő távol maradt családja féktelen nepotizmusától, a Chigiek hatalmának hihetetlen növekedésétől és a luxushajhászó unokaöccsök életétől. Sándor a háttérben maradt, és az irodalommal, a tudományos elmélkedéseivel foglalatoskodott.

### Megromlott kapcsolatok Párizzsal
Már a konklávé befejeztekor tudható volt, hogy Mazarin bíboros erős ellenvetései nem fognak egyhamar elcsitulni a pápa személyét illetően. Sándornak egész pontifikátusa alatt szembe kellett néznie az ifjú XIV. Lajos francia király és államminisztere, Jules Mazarin állandó támadásaival. A franciabarát kardinálisok szintén mindenben kritizálták a pápát, és mivel a francia külpolitikát leginkább a katolikus egyház rangos tagjai irányították, szinte minden francia bíboros Sándor személyes ellenségének tartotta magát. Mazarin egészen 1661-es haláláig megszakította a diplomáciai kapcsolatokat a pápával. Még azt is megakadályozta, hogy Lajos követséget küldjön Rómába, hogy gratuláljon Sándor trónra lépéséhez, és hogy hűséget fogadjon neki, mint katolikus uralkodó. Egészen 1662-ig nem neveztek ki francia nagykövetet sem az örök városba.
Mazarin halála után a diplomáciai kapcsolat úgy ahogy helyreállt, bár feltehetőleg a pápának több haszna származott volna abból, ha Párizs továbbra sem küld nagykövetet. 1662-ben Duc de Créquy személyében érkezett meg hosszú évek óta az első francia követ Rómába. A követeknek kijáró diplomáciai védettséget kihasználva de Créquy azon munkálkodott, hogy minél több viszályt szítson a Szentszék és Franciaország között. A sokszor ürügyként szolgáló viták alkalmat adtak a francia terjeszkedésre, így Sándor elveszítette Avignont, és 1644-ben a pisai szerződésben el is ismerte a város elcsatolását. A pápa a francia oldalról ért támadások sorát mindössze egyetlen gyenge kísérlettel próbálta visszaverni. 1661-ben megtiltotta a Missale francia nyelvre fordítását.

### Újabb roham a janzenizmus ellen
Sándor korábban még államtitkárként több lépést tett a janzenizmus visszaszorítására. Ő segített X. Incének összehívni azt a francia zsinatot, amelyen az összegyűlt püspökök öt pontban eretneknek találták Cornelius Jansen Augustinus című művét. A francia felsőbb társadalmi réteg köreiben viszont a pápai intés ellenére is népszerű maradt a janzenizmus, és amikor VII. Sándor trónra lépett, a francia kapcsolatok megszakadásával ez a folyamat új lendületet kapott. A katolikus egyház, és főleg a jezsuiták mindenképpen gátat akartak vetni az új szemlélet elterjedésének. Miután a király gyóntatója mindig jezsuita volt, és maga Mazarin is ellenezte Jansen tételeit, 1656. október 16-án a francia klérus fogadta Sándor Ad sacram kezdetű bulláját. Ebben a pápa megerősítette az Ince által kiadott Cum Occasione bullát, és kijelentette, hogy a janzenizmus Jansen értelmezésében eretnek irányzat.
A jezsuiták közbenjárására Sándor beleegyezett egy szabályzat megszerkesztésébe, amelyet minden janzenistának alá kellett írnia. Ebben elismerik a pápai bullát és azt, hogy tanaik tévesek. A francia klérus még tovább ment, és az ország minden papjának kötelezővé tette a Sándor-formula aláírását. A többek között Blaise Pascal által is hevesen bírált intézkedés évtizedeken át húzódó teológiai vitába torkollott. Az elkötelezett janzenisták nem akarták aláírni a szerződést, és amikor kényszerűségből alá is írták azt, rögtön vitába szálltak a katolikus álláspont képviselőivel. Leginkább a korábban eretneknek nyilvánított öt pont körül zajlott a vita, amelyet a janzenisták szerint az Augustinus nem is tartalmazott. A jezsuiták vezette vitákon több fontos és nehéz kérdés is felmerült. Ezek közé tartozott az a tény is, hogy a janzenizmus követői nem értették, hogy amennyiben Jansen tételeit elveti az egyház, amelyek Hippói Szent Ágoston írásaira épülnek, akkor a pápaság hogyan viszonyul a szent tiszteletéhez. Az egyre bonyolódó vita Sándor pontifikátusán túl ért véget.

### Sándor külpolitikája

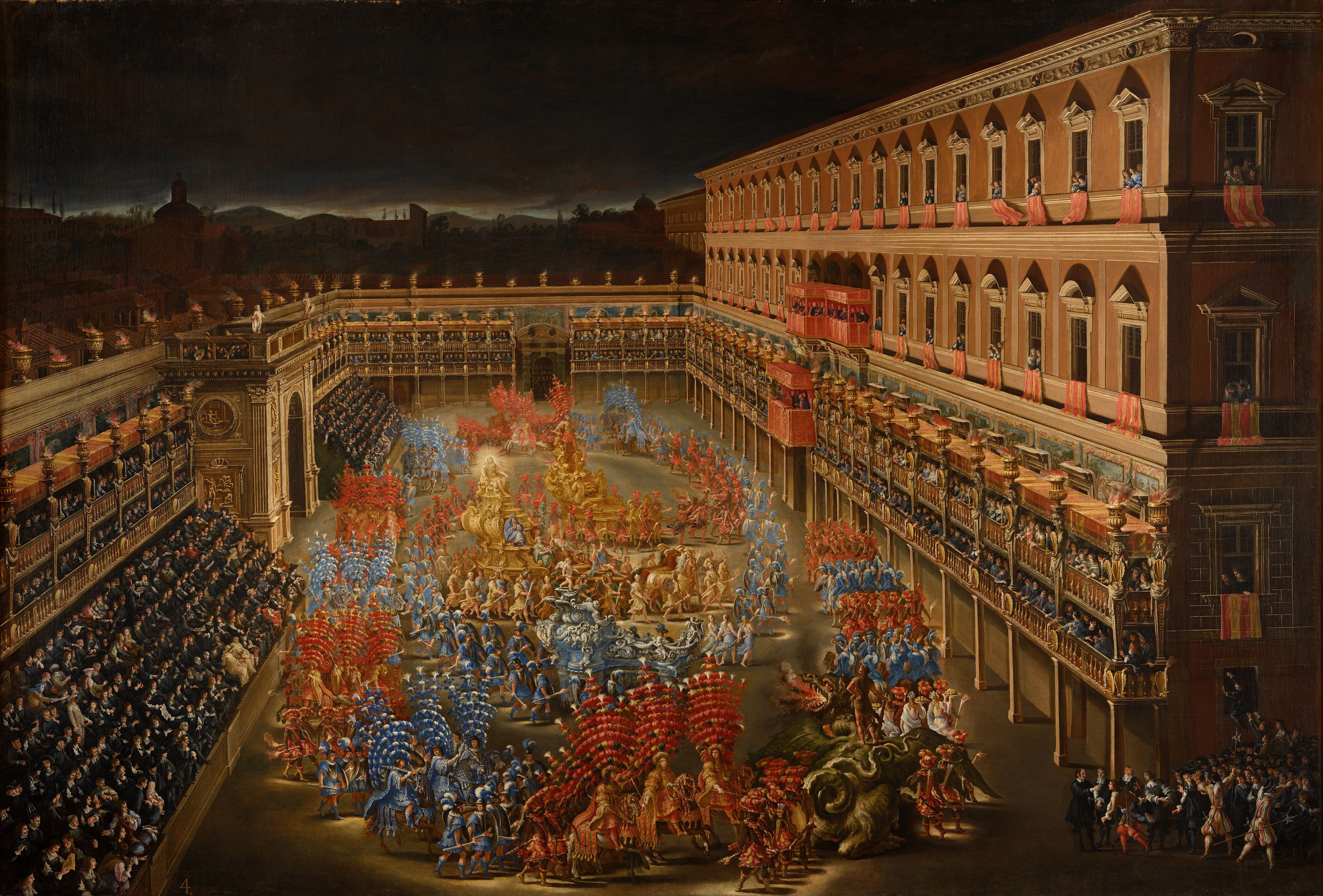
Krisztina, svéd királynő ünneplése 1656. február 28-án a Barberini-palota udvarán

A pápa visszavonultsága miatt nem lehet elmondani, hogy uralkodásának viszonylag hosszú ideje alatt sok és jelentős diplomáciai események történtek volna. Pedig a francia ellenségeskedés mellett Sándornak alapvetően jó kapcsolata volt Európa más országaival. Ez különösen igaz volt Spanyolországra, amelynek megválasztását is köszönhette. Az 1640-es forradalommal függetlenné vált Portugáliát elődeihez híven Sándor sem akarta elismerni. A portugál uralkodó, IV. János többször is vitába szállt a pápával, de Sándor nem akart engedni a spanyol korona alól kiváló országnak.
Az egyházfő jelentős támogatást nyújtott a Velencei Köztársaságnak is a törökök legyőzéséhez. A Kréta szigetén már állásokat kialakító oszmánok ellen Velencének minden segítség jól jött. A kínálkozó lehetőséget megragadva Sándor a támogatásáért cserébe azt kérte a dózsétól, hogy az 1606-ban kitiltott jezsuitákat újra fogadja vissza a köztársaság. A Serenissima kormánya teljesítette a pápa követelését.
Sándor uralkodása alatt tért át a katolikus hitre Krisztina, svéd királynő. A protestáns uralkodó 1654-ben lemondott a trónról, és Rómába költözött, ahol 1655 karácsonyán katolikus hitre tért át. A keresztelést maga a pápa végezte el, amelyet a Barberini-palotában nagy ünnepség követett.

### A művészetek bűvkörében

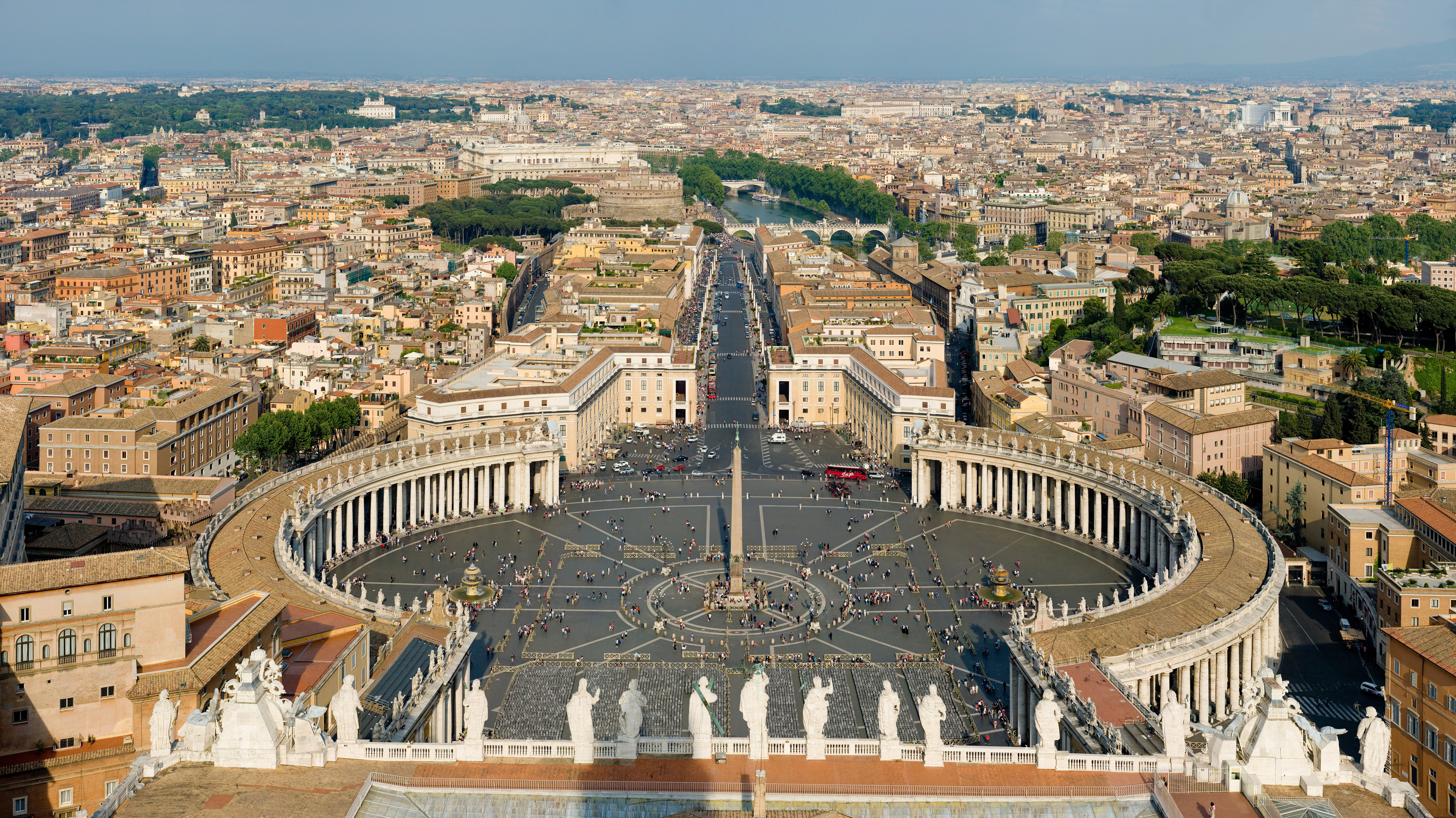
A Bernini által kialakított Szent Péter tér

Mint az kiderült, Sándor szinte teljesen visszavonult a politikától, és leginkább irodalommal, filozófiával és műkedveléssel múlatta idejét. A művészetek iránti rajongása nem volt meglepő, hiszen ő maga is több irodalmi művet alkotott. 1656-ban Párizsban adták ki verseskötetét Philomathi Labores Juveniles címmel. Emellett a heliocentrikus világkép teológiai vitáját is megírta. Kiadta a tiltott könyvek jegyzékének (Index librorum prohibitorum) legújabb átdolgozását, amelyet a Speculatores Dominus Israel kezdetű bullával vezetett be. A bullában az általa írt helicentrikus elmélkedés alapján elvetette a nap körüli világképet, és annak elfogadását kötelezővé tette a katolikusok számára.
Az írott világon kívül Sándor az építészet és a szobrászat támogatója is volt. Főleg Giovanni Lorenzo Bernini kapott tőle monumentális megbízásokat. Ezek közül mindenképpen a legnagyobb és legszebb alkotása a Szent Péter-bazilika előtti tér árkádsorának, a tér szökőkútjainak és magának a térnek a kialakítása volt. Ekkor újult meg a Santa Maria del Popolo-templom, amely korábban több Chigi bíboros címtemploma volt. Bernini újította fel a Scala Regiát és Szent Péter trónusát is. A kiváló barokk építész- és szobrászmester alkotta meg Sándor síremlékét is a Szent Péter-bazilikában, ahova 1667. május 22-ei halála után örök nyugalomra helyezték.

## Művei
- Documenta Catholica Omnia (latin nyelven). Cooperatorum Veritatis Societas. (Hozzáférés: 2011. december 6.)